# Kepler-43 b
 (mai 2025).
Kepler-43 b est une exoplanète de type Jupiter chaud en orbite autour de l'étoile jaune-blanc de la séquence principale Kepler-43, située à environ 3 280,61 années-lumière de la Terre.

## Caractéristiques physiques
L'exoplanète se distingue par sa masse imposante de 3,2 MJ, son rayon de 1,2 RJ et sa température extrême de 1620 K.

## Orbite
Elle orbite à 0,05  unités astronomiques de son étoile, une distance comparable à celle de Mercure dans le système solaire.

## Découverte
L'exoplanète a été découverte par la méthode des transits en 2011.

## Habitabilité
Les conditions d'habitabilité de cette exoplanète ne sont pas déterminées ou ne sont pas connues.